# Крымские немцы
Крымские немцы — этнические немцы, проживавшие в бывшей Таврической губернии. Первые немецкие поселения появились в Крыму в начале XIX века. В августе 1941 года в связи с началом Великой Отечественной войны все крымские немцы в количестве 52 тыс. человек были депортированы из Крыма.

## Немцы в Таврической губернии
Екатерина II манифестом от 4 декабря 1762 года приглашала на поселение в Российскую империю жителей европейских государств. 22 июля 1763 года был издан манифест, который устанавливал для колнистов ряд льгот. После этого в Таврическую губернию в первой волне переселенцев въехало 27 тысяч немцев. К 1790-м годам на территории Таврической губернии было 208 колонистов из Данцига (в основном, бедняки и бывшие солдаты). Их малый опыт в ведении сельского хозяйства привел к тому, что часть из них погибла от голода и болезней, а остальные покинули Крым.
Вторая волна массового переселения немцев на территорию Крыма приходится на правление Александра I. После его указа от 20 февраля 1804 года стали переселяться в Российскую империю и, в частности, в Крым немецкие колонисты с территорий юго-западной Германии. Исходя из прошлого негативного опыта, теперь приглашали только обеспеченных людей. Немцам было разрешено поселяться на всей территории Крыма, кроме Севастополя, как стратегически важного порта. Переселенцы нашли наиболее пригодной для сельскохозяйственной деятельности территорию между Симферополем и Карасу-Базаром. В 1805 году в Симферопольском уезде они основали колонии: Нейзац, Фриденталь, Розенталь (виртенбергцы), в Феодосийском уезде — Гейльбрун, Судак и Герценберг. В том же 1805 году возникла швейцарская колония Цюрихталь, а в 1810 еще одна немецкая колония, Кроненталь.
При переселении колонисты получили в собственность от 60-65 десятин лучшей земли, были надолго освобождены от натуральных и денежных повинностей, и им даровано было широкое самоуправление.
Немецкие колонии в Крыму, расширяясь, образовывали выселки, которые сделались новыми колониями. После Крымской войны в результате роста численности немецких колонистов в Крыму, стали появляться «дочерние» колонии.
В конце XIX века в городской думе Симферополя было уже около 20 % немцев, многие из которых занимали высокие посты. По переписи 1897 года, в Крыму жили почти 32 тысячи немцев — 5,8 % от тогдашнего населения Крыма.
Немцы Крыма принадлежали к различным религиозным конфессиям. В Крыму были Нейзацкий, Цюрихтальский, Найманский, Бютенский лютеранские приходы и Евпаторийский викариат («Джелалский приход»). Центрами духовной немцев-меннонитов были колонии Спат и Карасан, католиков – Симферополь.

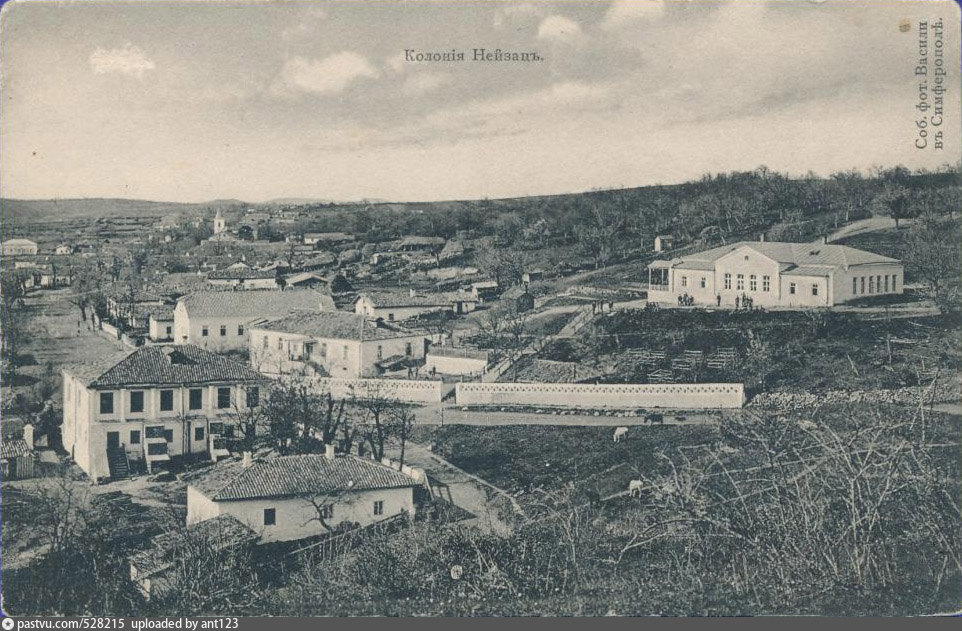
Колония Нейзац (Красногорское), 1900
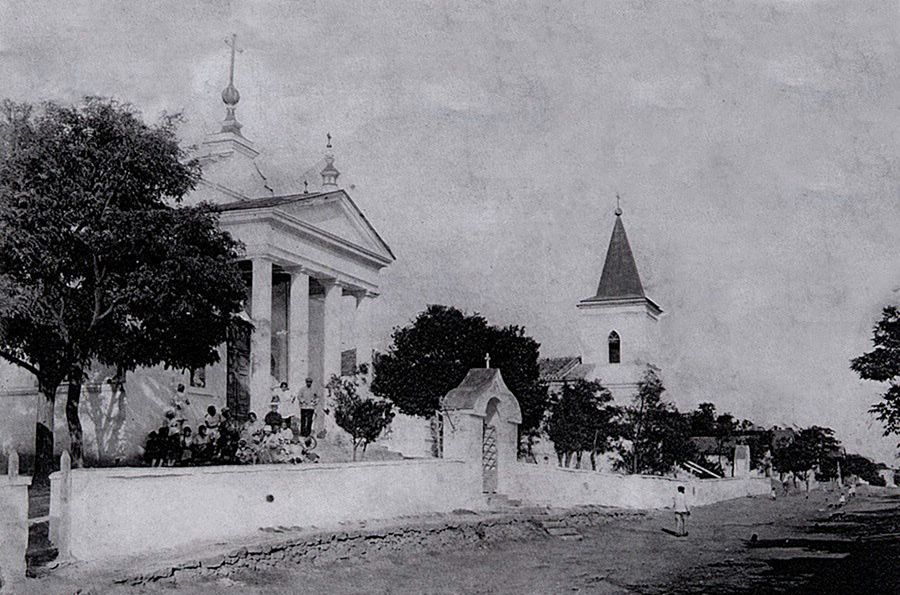
Кроненталь, 1907 год. Католический и лютеранский храмы
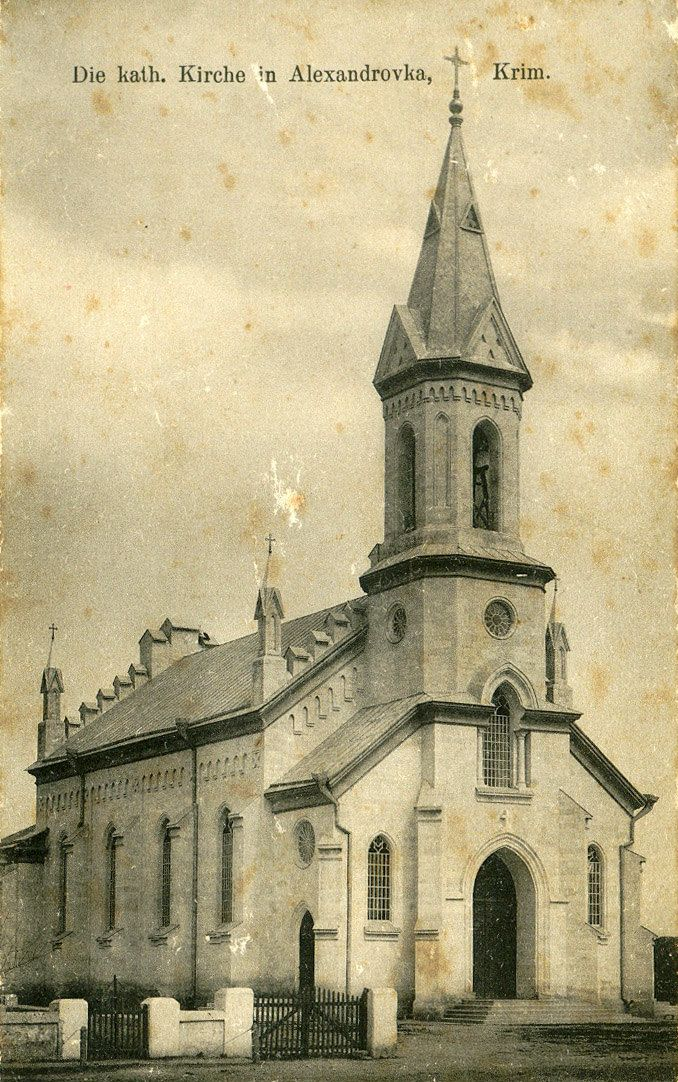
Католический костёл Сердца Иисуса Христа (чешско-немецкая колония Александровка)
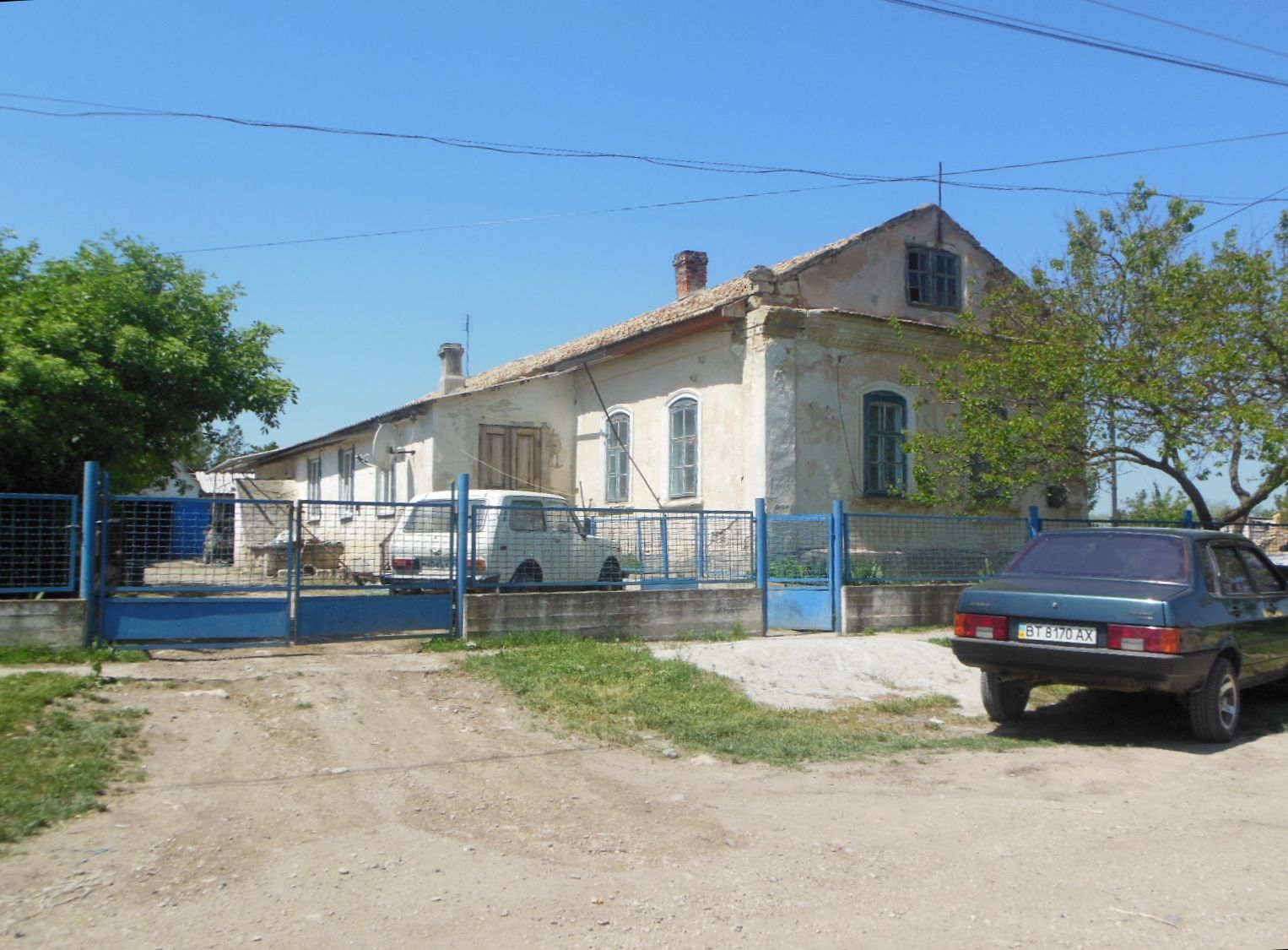
Дом колонистов во Фридентале (Ароматное)
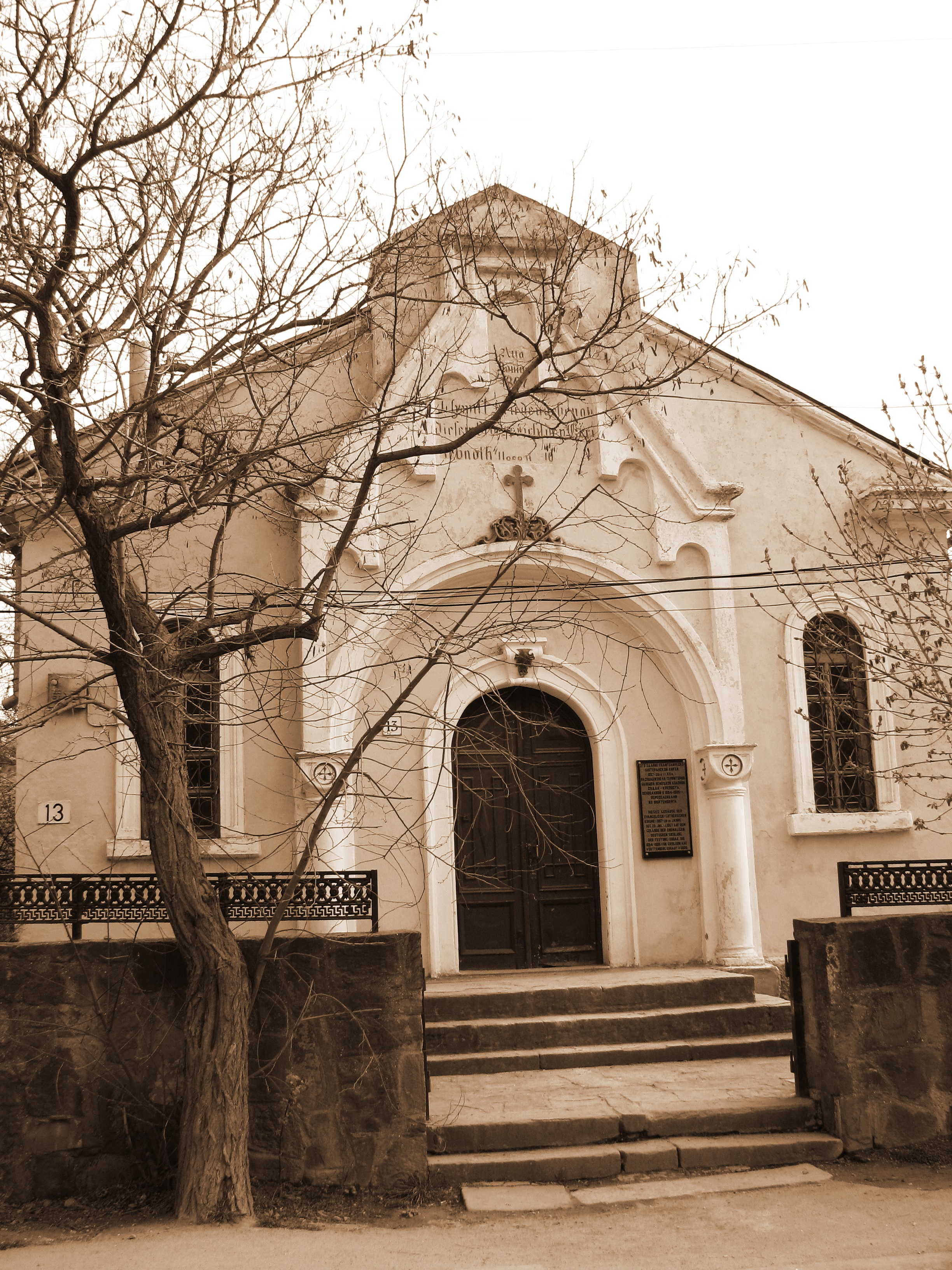
Лютеранская кирха, немецкая колония в Судаке

## Первое крымское краевое правительство

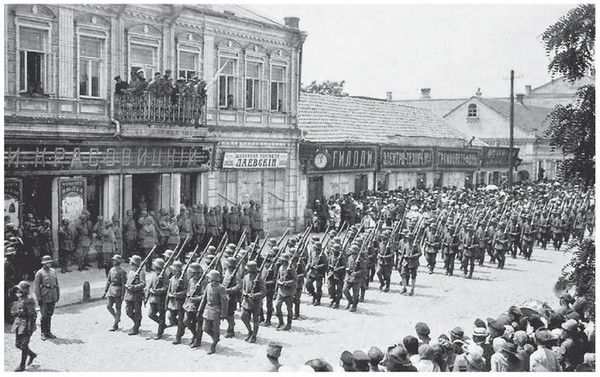
Парад немецких оккупационных войск в Крыму, лето 1918 года

В апреле 1918 года Крым был оккупирован кайзеровскими войсками 15-й ландверной дивизии под командованием генерала фон Коша. 5 мая Р. фон Кош назначает военным губернатором Крыма генерал-майора барона Вильгельма фон Эглофштейна, командира 4-й Баварской кавалерийской дивизии. Германское командование решило сделать ставку на местных немцев-колонистов. В Крым прибыл Фридрих фон Линдеквист, бывший германский министр колоний (1910—1911), развернувший вместе с протестантским пастором Иммануилом Винклером из Бессарабии среди них активную деятельность.
7 мая в деревне Бютень (ныне Ленинское Красногвардейского района) была созвана конференция немцев, на которую прибыло около 400 делегатов из Крыма, Мелитополя, Бердянска, Херсона, Одессы. От крымских татар присутствовали Ю. Везиров и А. Озен-башлы. Председательствовал Винклер, с докладом выступил фон Линдеквист. Обсуждалось создание особой Черноморской области, включающей территорию, граничащую с северным побережьем Черного и Азовского морей, большинство населения в которой должны были составлять немцы. Было принято решение о создании в Крыму Союза немцев юга России, об установлении связей с Германией, о помощи ей продовольствием и подпиской на германский военный заем. В принятой резолюции подчеркивалось, «что немцы-колонисты приветствуют германскую армию, выражают благодарность за поддержку, что немецкие колонии просят распространить германскую власть на Крым, а если это окажется невозможным, то дать возможность переселиться в Германию». Рассматривался и вопрос о выдвижении на пост генерал-губернатора землевладельца В. Э. Фальц-Фейна, но тот отказался, переехав в Германию.
Хотя формально оккупационные власти не вмешивались в дела гражданского управления, однако Первое крымское краевое правительство (25 июня — 15 ноября 1918 года) проводило полностью прогерманскую политику. В декларации «К населению Крыма» провозглашалась самостоятельность полуострова, вводилось гражданство Крыма и государственная символика, ставилась задача создания собственных вооружённых сил и денежной единицы. Столицей был объявлен Симферополь. Вводилось три государственных языка: русский, крымскотатарский и немецкий. Восстанавливалась частная собственность, в том числе земельная. В состав правительства премьер-министра генерала М. А. Сулькевича от немецкой диаспоры вошёл немецкий колонист Т. Г. Рапп (министр земледелия).
В июле 1918 года правительственная делегация под руководством В. С. Татищева посетила Берлин с целью добиться признания германским правительством независимости Крыма от Украины, получить от него займы и установить торговые отношения с Германией. Негласно германскому правительству была также предложена докладная записка Крымскотатарской директории о создании Крымского ханства (под покровительством Германии и Турции). Эти предложения поддержки в Берлине не получили.
После эвакуации немецкой армии в ноябре 1918 года немецкие колонисты оказались в политической изоляции: для Белого движения как недостаточно лояльные идее неделимой России, для красных — как владельцы крупной земельной собственности, при этом использовавшие наёмный труд.

## Немцы в Крымской АССР

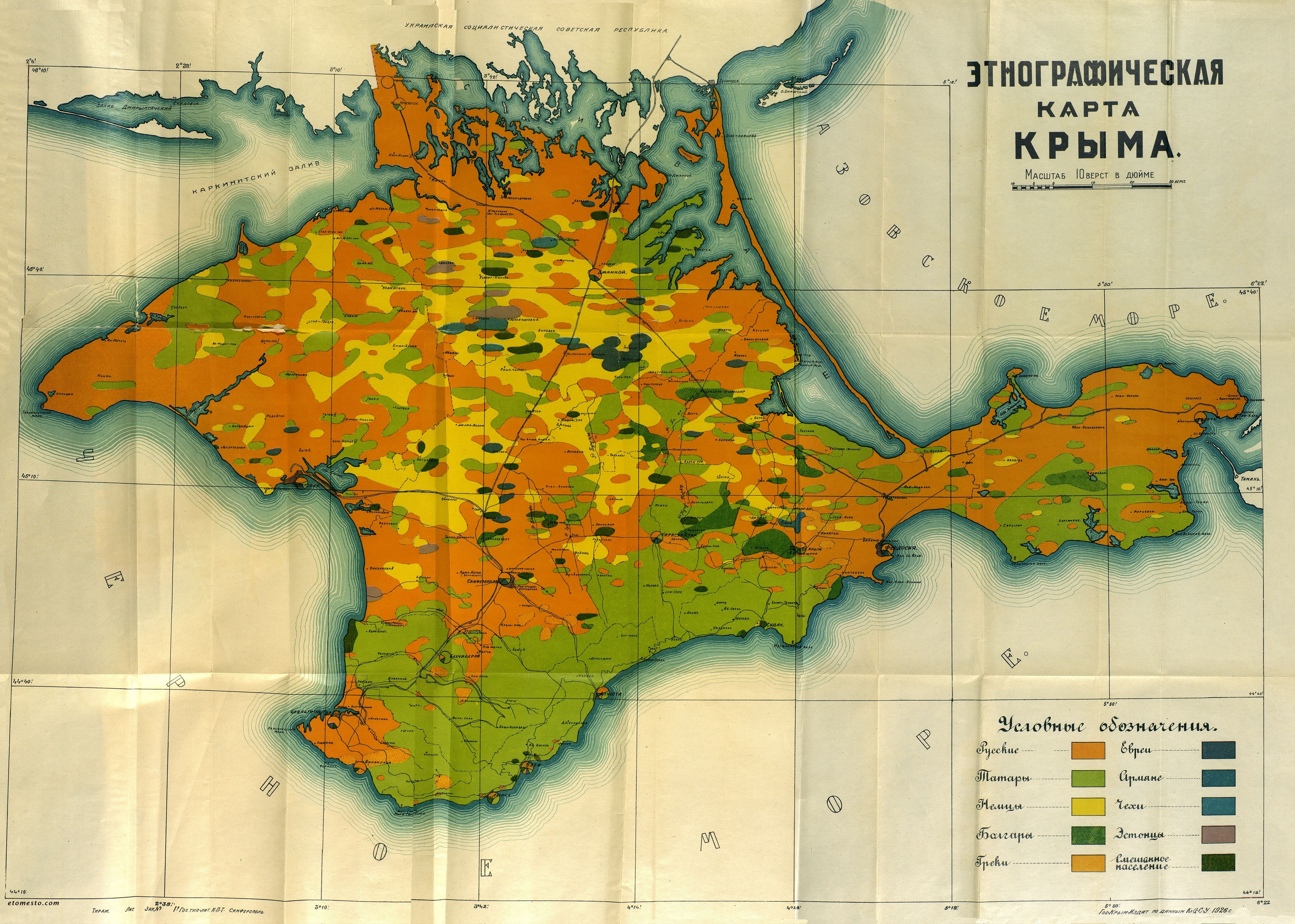
Этническая карта Крыма по переписи 1926 года

К концу 1925 года из 345 сельсоветов Крымской АССР 29 были национальными немецкими. 19 декабря 1920 года при Крымском обкоме РКП(б) была создана немецкая секция для ведения агитации в немецких колониях крыма. С этой же целью в 1921 года в Симферополе была образована немецкая партийная школа, которая в 1923 года была переведена в Одессу.  Земельные наделы немецких колонистов были уменьшены: если в 1914 году они оценивались в 360–460 тыс. десятин, то к 1925 году немцы обрабатывали лишь 95 тыс. десятин земли. К середине 1920-х годов из крымских немцев-крестьян 80% составляли середняки и зажиточные крестьяне, что позволило советским властям причислить большинство из них к кулакам. В начале 1930 года началось «раскулачивание», при этом крымские немцы составили около 50% всех раскулаченных в Крыму и депортированных на Север. У оставшихся в Крыму «зажиточных» немецких колонистов были отобраны все излишки земли; значительная их часть была переселена на худшие земли, или выселена за пределы Крыма. Во время Большого террора в немецком селении Менлерчик за одну ночь в 1938 году было арестовано 72 человека (по переписи 1926 года там проживало всего 174 человек). В 1930-е годы была репрессирована большая часть немецких священнослужителей, молитвенные дома в немецких деревнях чаще всего были преобразованы в клубы, а позже – в кинотеатры или склады. Многие немецкие поселения обезлюдели, так как после арестов глав семей оставшиеся колонисты уезжали в города и за пределы Крыма.
На карте немецкие районы выделены красным, крымскотатарские — бирюзовым, еврейские — синим, украинские — жёлтым, смешанные районы — розовым.
Немецкими национальными были Биюк-Онларский и Тельманский районы, кроме того значительное количество немцев жило в Ичкинском и Сейтлерском районах.
В начале Великой Отечественной войны в рамках мероприятий согласно постановлению Совета по эвакуации при Совнаркоме СССР № СЭ-75с. от 15 августа 1941 года крымские немцы 18 августа 1941 года были депортированы из Крыма. Мужчин из числа депортированных направили в «трудовую армию».
|                                        |                                              |
| 1 Акмечитский (Ак-Мечетский) район     | 14 Красноперекопский район                   |
| 2 Акшейхский (Ак-Шеихский) район       | 15 Куйбышевский район (центр Албат)          |
| 3 Алуштинский район                    | 16 Лариндорфский район (центр Джурчи)        |
| 4 Балаклавский район                   | 17 Ленинский район                           |
| 5 Бахчисарайский район                 | 18 Маяк-Салынский район                      |
| 6 Бююк-Онларский район                 | 19 Сакский район                             |
| 7 Джанкойский район                    | 20 Сейитлерский район                        |
| 8 Евпаторийский район                  | 21 Симферопольский район                     |
| 9 Зуйский район                        | 22 Старокрымский район                       |
| 10 Ичкинский район                     | 23 Судакский район                           |
| 11 Калайский район                     | 24 Тельманский район (центр Курман-Кемельчи) |
| 12 Карасубазарский район               | 25 Фрайдорфский район                        |
| 13 Кировский район (центр Ислям-Терек) | 26 Ялтинский район                           |
|                                        | 27 Севастополь                               |

## Немцы Крыма после 1991 года
В 1990-е на полуостров вернулись около 9,5 тысяч крымских немцев. Многие из них вскоре перебрались в Германию и Россию, где экономическая обстановка была стабильнее.
В настоящее время немцы Крыма представлены общественной организацией «Региональная немецкая национально-культурная автономия Республики Крым» которая официально признана Правительством Республики Крым и его уполномоченным органом Государственным комитетом по делам межнациональных отношений Республики Крым. Председатель общества — Гемпель Юрий Константинович. Адрес общества: г. Симферополь, ул. Качинская, д. 83.
Общество издает газету Hoffnung (Надежда).
Также в Крыму функционирует Союз общественных организаций немцев Республики Крым (председатель — Райзер Виктор Фридрихович, адрес: с. Пионерское, ул. Гиппократа, д. 5).
Проводятся культурные и этнографические фестивали. 22—29 октября 2016 года были проведены дни немецкой культуры в Крыму.